# Premio del National Board of Review 1933
Los 5° Premios del National Board of Review fueron anunciados en 1933.

## 10 mejores películas
- Topaze
- Berkeley Square (La plaza de Berkeley)
- Cavalcade (Cavalgada)
- Little Women (Las cuatro hermanitas)
- Mama Loves Papa
- The Pied Piper (El flautista de Hamelín)
- She Done Him Wrong (Lady Lou)
- State Fair (La feria de la vida)
- Three-Cornered Moon
- Zoo in Budapest (Huérfanos en Budapest)

## Mejores películas extranjeras
- Hertha's Erwachen – Alemania
- Ivan – Unión Soviética
- M (M, el maldito / M, el vampiro de Düsseldorf) – Alemania
- Morgenrot (Crepúsculo Rojo) – Alemania
- Poil de carotte (Pelirrojo) – Francia
- The Private Life of Henry VIII (La vida privada de Enrique VIII) – Reino Unido
- Quatorze Juillet (Catorce de Julio) – Francia
- Rome Express (El rey de los condenados / El rápido de roma) – Reino Unido
- Le sang dún poète (La sangre de un poeta) – Francia

## Ganadores
Mejor película
- Topaze

Mejor película extranjera
- Hertha's Erwachen – Alemania